# Прямоугольный стадион (Мельбурн)
Мельбурнский Прямоугольный стадион (англ. Melbourne Rectangular Stadium) — регбийный и футбольный стадион, расположенный в городе Мельбурн, Австралия. Является домашней ареной для местных регбийных команд «Мельбурн Ребелс» и «Мельбурн Сторм», футбольных клубов «Мельбурн Сити» и «Мельбурн Виктори». Был открыт 7 мая 2010 года. Вместимость стадиона составляет 30 050 зрителей для футбольных и 29 500 для регбийных матчей.

## История
Прямоугольный стадион заменил собой располагавшийся вблизи его нынешнего места Олимпик-парк, который был рассчитан на 18 500 зрителей, из которых лишь 11 000 были сидячими местами.
6 апреля 2006 года правительство штата Виктория объявило о планах строительства нового стадиона стоимостью в A$ 190 миллионов и вместимостью 20 000 человек, которую в дальнейшем было решено увеличить до 30 000 зрителей. Арена должна была стать домашней для регбийного клуба «Мельбурн Сторм» и футбольной команды «Мельбурн Виктори». Строительные работы начались в конце 2007 года.
16 марта 2010 года был заключён договор, по которому австралийская автомобильная страховая компания «AAMI» (Australian Associated Motor Insurers Limited) получила право на название стадиона на срок в 8 лет, который теперь стал именоваться AAMI Park.
7 мая 2010 года стадион был открыт матчем сборных Австралии и Новой Зеландии по регбилиг, встреча закончилась победой австралийцев со счётом 12:8.
Наибольшее количество зрителей на стадионе было отмечено 3 декабря 2011 года на концерте американской рок-группы Foo Fighters во время их тура в поддержку альбома Wasting Light, более 30 000 поклонников музыкантов присутствовало тогда на Прямоугольном стадионе.
В июне 2012 года стадион был отмечен премией World Stadium Awards в Дохе, столице Катара.
С 9 по 22 января 2015 года стадион принял у себя 7 матчей Кубка Азии по футболу 2015, 9 января на арене прошёл матч открытия турнира между сборными Австралии и Кувейта.

## Конструкция
Над стадионом возвышается геодезический купол, покрывающий большинство сидячих мест. Фасад стадиона украшают тысячи программируемых светодиодов, меняющих по необходимости цвета и рисунок фасада.
Для футбольных матчей на стадионе воздвигаются дополнительные трибуны, увеличивающие вместимость на более чем 500 человек по сравнению с регбийными матчами.
Стадион также включает в себя тренировочные объекты и офисные помещения для спортивных клубов «Мельбурн Сторм», «Мельбурн Виктори», «Мельбурн Демонс» и Tennis Victoria, а также Олимпийского комитета штата Виктория и других местных спортивных организаций и секций. Кроме того стадион располагает 24 VIP-ложами, столовой на 1000 человек, тренажёрным залом и бассейном.

## Галерея

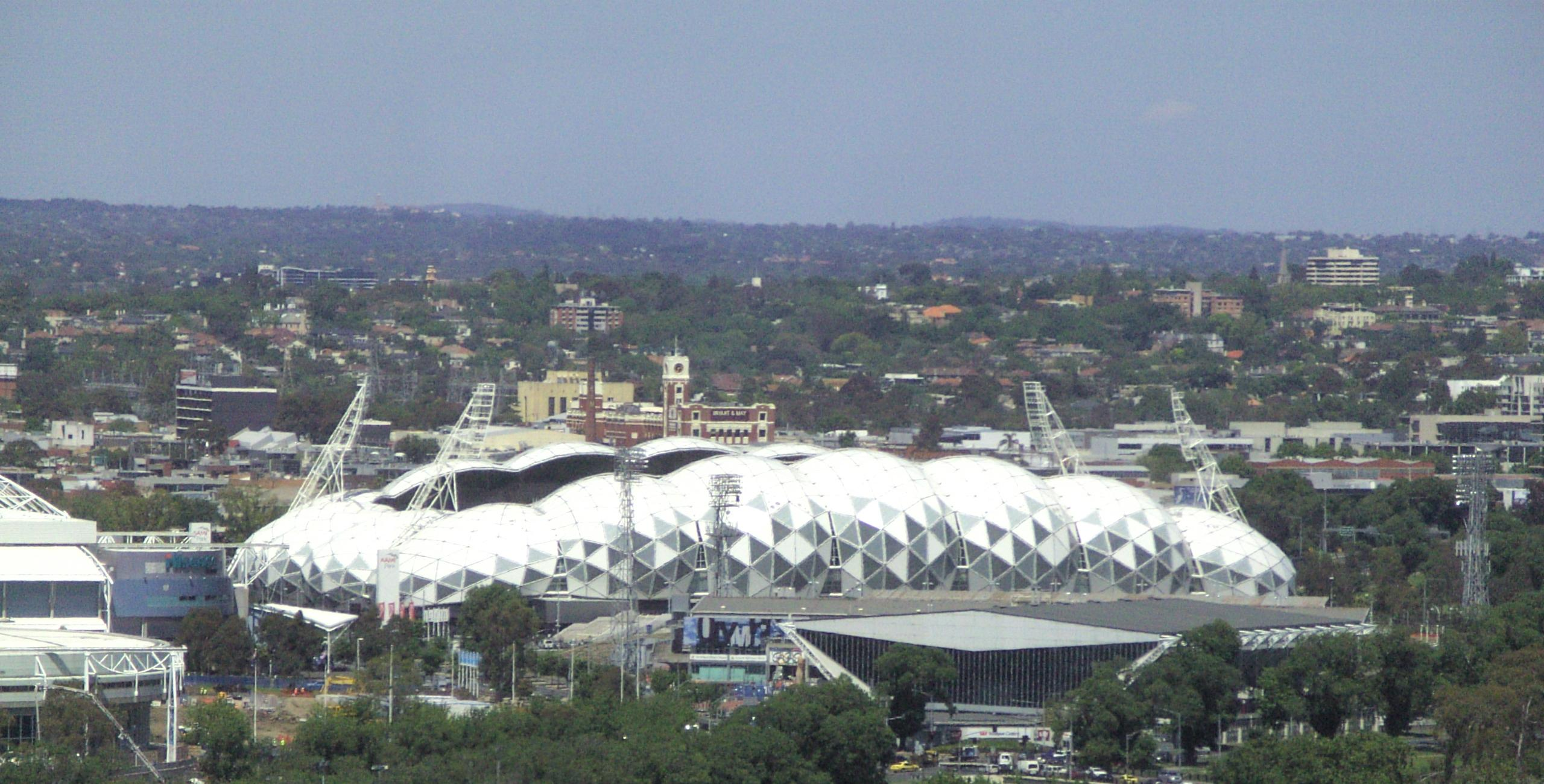
Панорамный вид на стадион
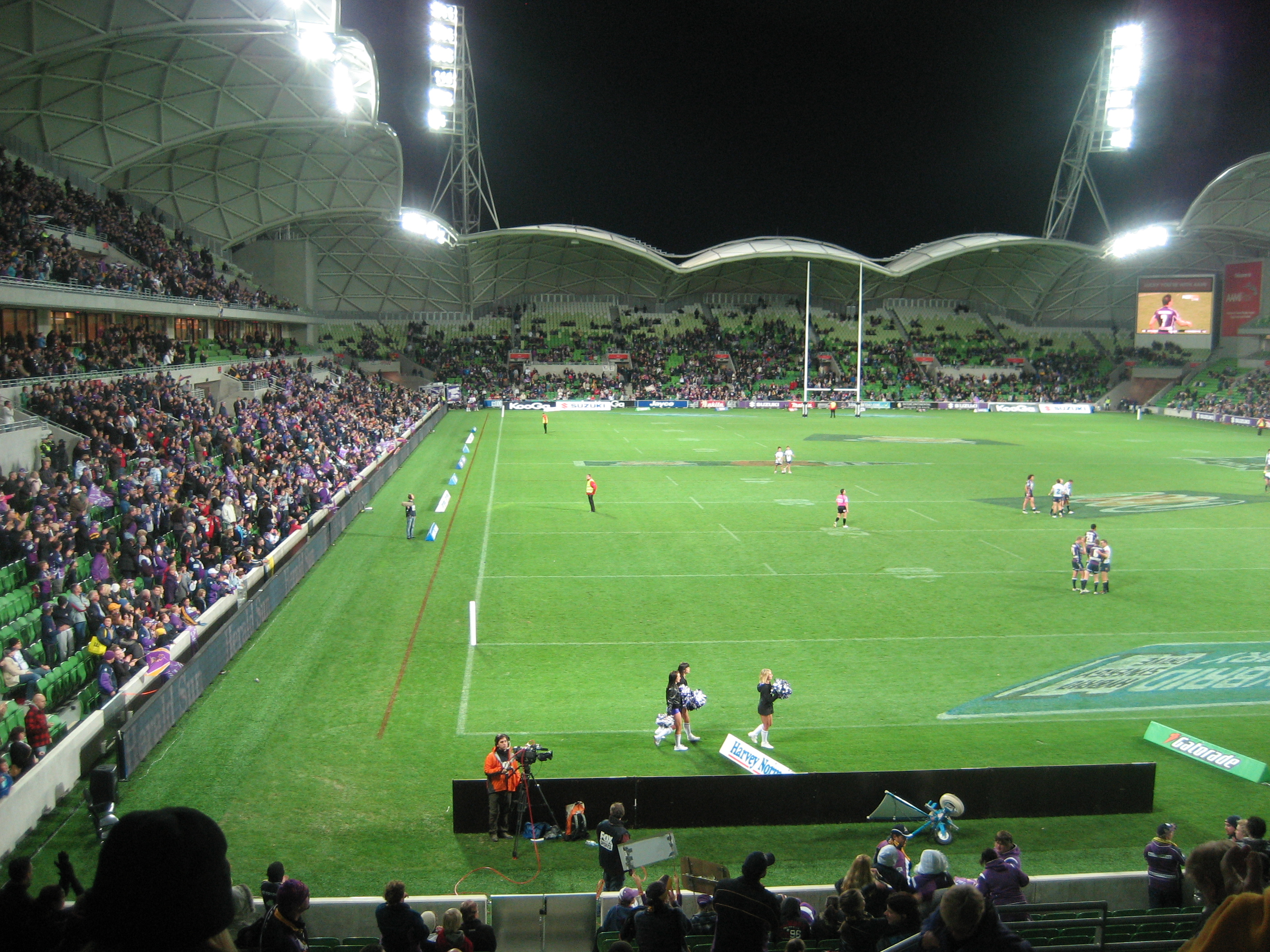
Вид на поле со стороны южной трибуны
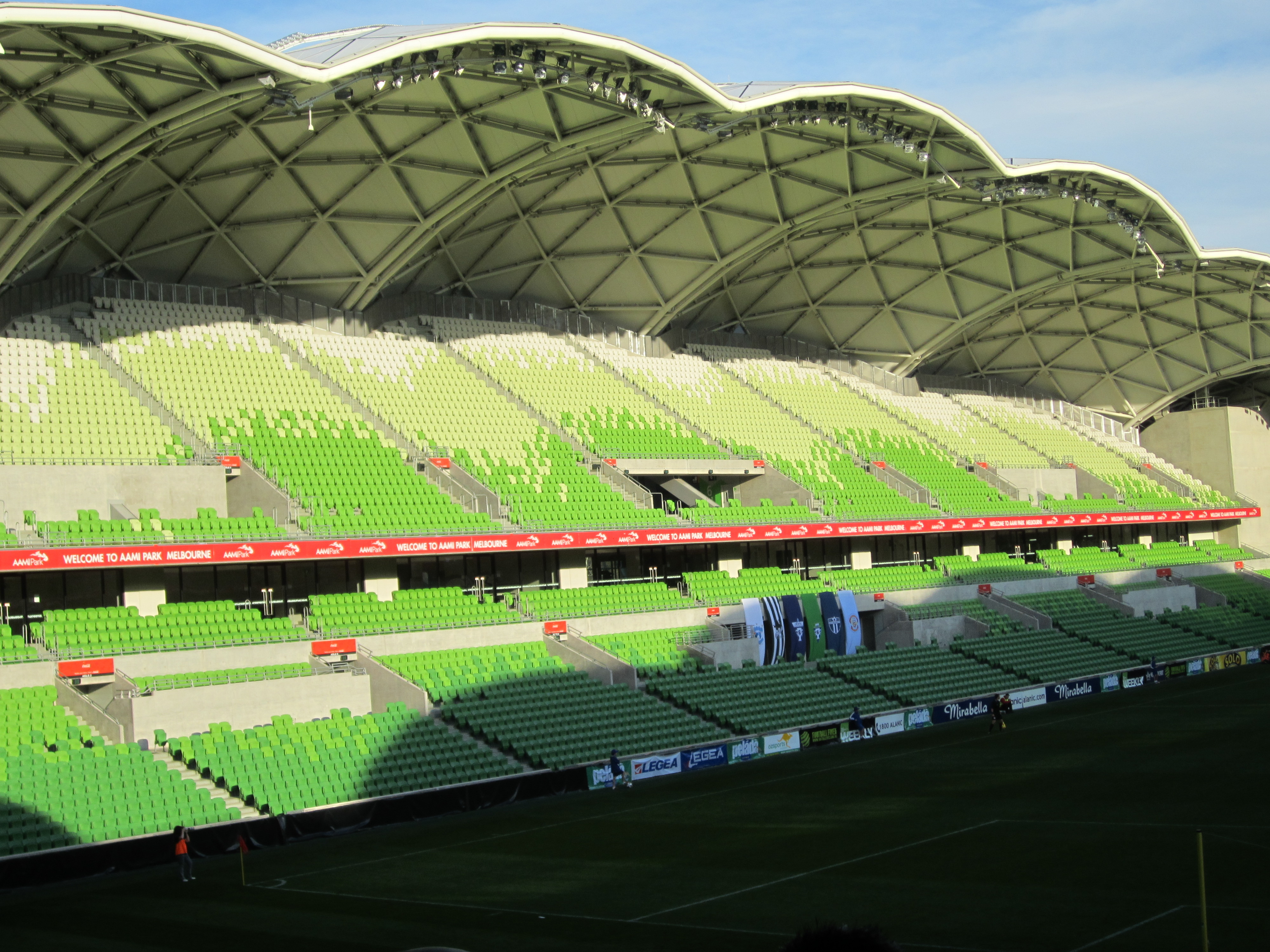
Западная трибуна стадиона
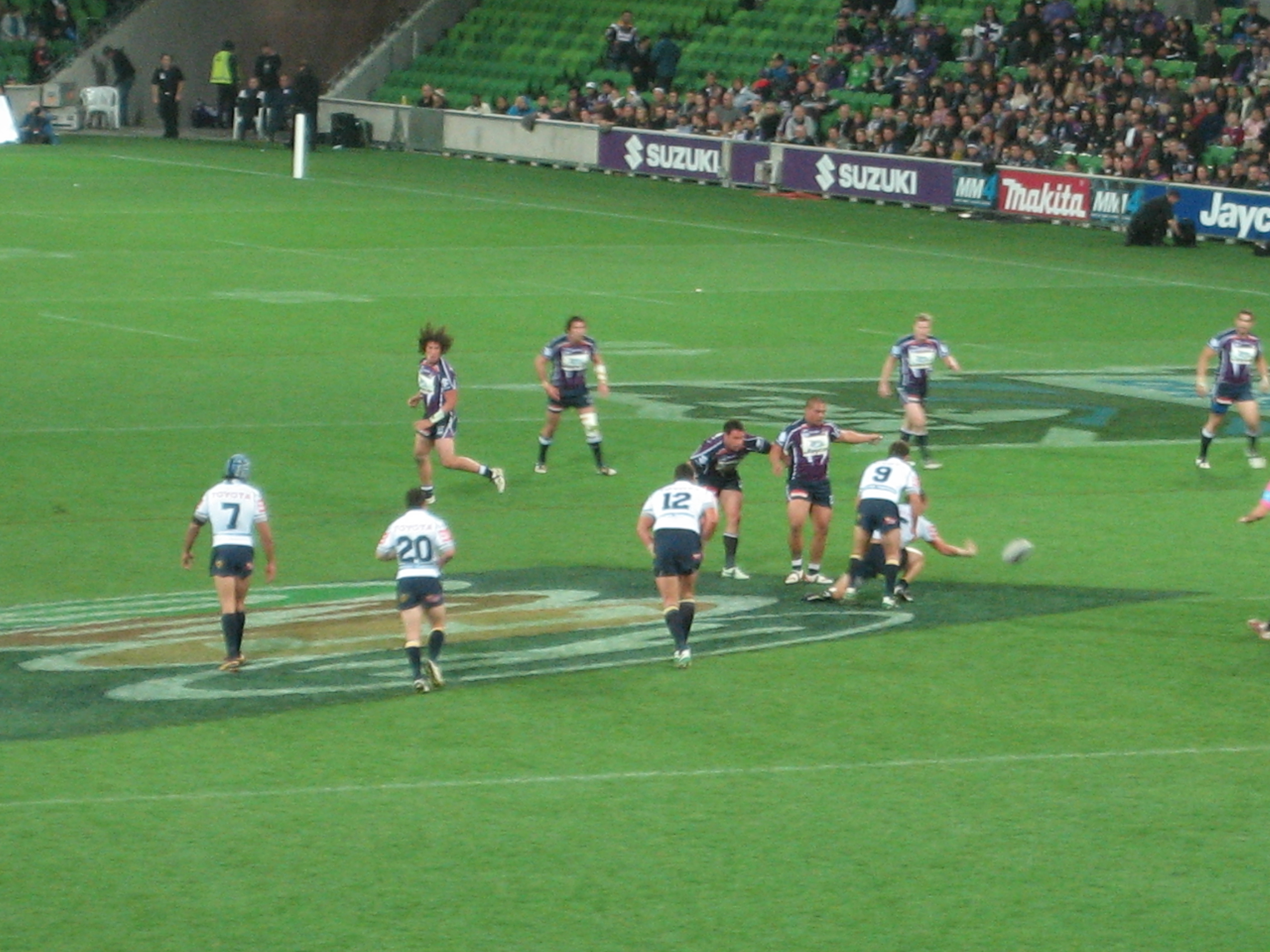
Регбийный матч на поле стадиона